# Schijfhoren
De (gewone) schijfhoren of 'kleine posthoren' (Planorbis planorbis) is een in het zoete water levende longslak uit de familie van de schijfhorens (Planorbidae). De naam wordt soms ook wel als schijf'hoorn' gespeld.

## Beschrijving

### Schelpkenmerken
De schijfhoren heeft een sterk afgeplatte, schijfvormige schelp met zes windingen. De schelp is stevig, glanzend en doorzichtig en heeft een bruine kleur, hoewel er vaak een aanslag of algengroei aanwezig is die het huisje anders kleuren.

### Afmetingen van de schelp
- grootste diameter: 17 millimeter

### Dier
Het lichaam is donkergrijs tot zwart, en de twee lange, ronde tasters zijn vaak rood gekleurd. Net zoals de posthorenslak (Planorbarius corneus) heeft ook deze soort rood bloed, het bevat hemoglobine om efficiënter zuurstof op te kunnen nemen. Hierdoor kan de slak in zuurstofarme omgevingen toch overleven, maar er moet regelmatig aan de oppervlakte geademd worden (Gittenberger et al., 1998).

### Habitat en levenswijze
Het voedsel bestaat uit algen, afgestorven planten en detritus, rottend organisch materiaal. Deze soort verdraagt stromend water slecht en is in meer stilstaande wateren te vinden. Deze soort kan zich in tegenstelling tot de grote posthoorn in de kleinste tijdelijke poeltjes handhaven, als er maar rottende planten zijn. Bij droogte wordt het huisje afgesloten en kan de slak wekenlang overleven.

### Areaal
Het verspreidingsgebied omvat grote delen van Europa, en Noord-Afrika en in Azië tot aan het Baikalmeer.

### Tussengastheer
De schijfhoren is zoals wel meer slakken drager van een beruchte parasiet, althans enkele larvale stadia daarvan. Per slakkensoort verschillen de parasieten omdat ze zeer goed op een soort zijn aangepast, bij deze soort is het met name de pensworm (Paramphistomum microbothrium), maar ook bepaalde bacteriën leven in de slak. De vrijzwemmende trilhaarlarve van de pensworm, miracidium genoemd, zoekt de slak op, boort zich naar binnen en zoekt de middendarmklier op. Hier ontwikkelt de parasiet zich tot een volgend stadium; de sporocyst, die zichzelf kan vermeerderen. Na nog twee ontwikkelingsstadia te hebben doorlopen verlaten de vrijzwemmende larven met soms honderden tegelijk de slak. Deze larven lijken al op kleine penswormen en worden cercariën genoemd, ze zuigen zich vast aan planten die door runderen gegeten worden en zo de worm binnenkrijgen.

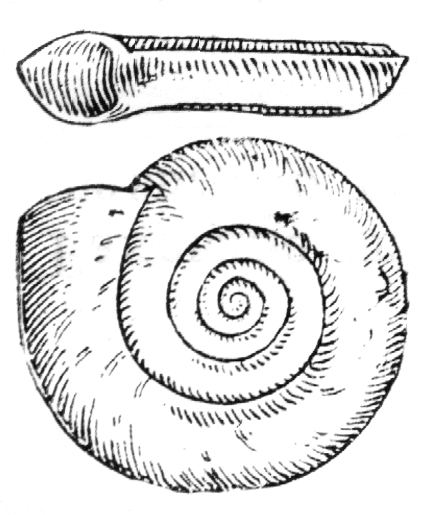